# Société Nationale de Constructions Aéronautiques du Sud-Est
Die Société Nationale de Constructions Aéronautiques du Sud-Est (Abk. SNCASE) war ein französischer Flugzeughersteller. Auch die Bezeichnung Sud-Est wurde verwendet.
Die SNCASE wurde 1936 als nationaler Luftfahrzeughersteller gegründet. In ihm gingen die Hersteller Lioré & Olivier, Potez, CAMS, Chantiers aéronavals Étienne Romano (CAER) und die Société Provençale de Construction Aéronautique (SPCA) auf. Zunächst befasste man sich mit der Herstellung von Starrflügelflugzeugen, zum Teil in Lizenz.
Nach dem Zweiten Weltkrieg begann man mit der Herstellung von Hubschraubern, die mit der Entwicklung der Alouette II außerordentlich erfolgreich verlief. Auch das erste französische Strahlflugzeug, die Caravelle, wurde von der SNCASE entwickelt.
Im Jahre 1957 wurde die SNCASE Bestandteil der Sud Aviation.

## Zwischenfälle
- Am 30. Juni 1950 verunglückte eine Sud-Est SE.2010 Armagnac (Luftfahrzeugkennzeichen F-WAVA) der Herstellerfirma Société Nationale de Constructions Aéronautiques du Sud-Est (SNCASE) beim Start vom Flughafen Toulouse-Blagnac. Ein Teil der Flügelnase hatte sich gelöst und führte zum Unfall. Die Maschine fing Feuer und wurde zerstört. Von den elf Insassen kamen zwei ums Leben, ebenso eine Person am Boden.[1]